# Höhn
Pour les articles homonymes, voir Hohn (homonymie).
Höhn est une municipalité de la Verbandsgemeinde de Westerburg, dans l'arrondissement de Westerwald, en Rhénanie-Palatinat, dans l'ouest de l'Allemagne.